# Isaiah Foskey
Isaiah Foskey (Antioch, California; 30 de octubre de 2000) es un jugador profesional estadounidense de fútbol americano, se desempeña en la posición de defensive end en New Orleans Saints, en la National Football League (NFL).

## Carrera
Hizo su debut profesional con el equipo New Orleans Saints, lleva jugando una temporada, comenzó en el 2023.